# Gaëtan Hamel
Pour les articles homonymes, voir Hamel.
Gaëtan Hamel est un pépiniériste, horticulteur et entrepreneur canadien. Il est le fondateur du Centre Jardin Hamel et en a été l'exploitant jusqu'en 2005.

## Formation
Gaëtan Hamel a obtenu un diplôme de phytotechnie de l’Institut de Technologie Agroalimentaire de La Pocatière au Québec en 1966,.

## Entreprises
En 1969, il fonde le Centre Jardin Hamel, une chaîne de jardineries qu'il établit dans la région métropolitaine de la Ville de Québec. Après avoir exploité le premier magasin pendant plus d’une décennie, il ouvre quatre autres magasins entre 1981 et 1990,,,.
Dans le but d’approvisionner ses jardineries en végétaux d’extérieur, il fonde en 1971 la pépinière Ferme Gaëtan Hamel où il produit des arbres, des arbustes et des plantes vivaces,.
Il exploite les deux entreprises jusqu’en 2005. Il les cède alors au Groupe Poullain, une entreprise française.

## Radio et télévision
De 1973 à 1983, il est chroniqueur horticole à l’émission "Au bout du fil" diffusée à la station de télévision CFCM Télé-4.[réf. souhaitée]
De 1975 à 1998, il est le principal intervenant d’une tribune téléphonique à la station de radio CHRC. Il donne des conseils horticoles aux auditeurs qui le contactent,,,.
En 1986, il prodigue des conseils horticoles sur le soin des plantes d’intérieur dans une série de capsules diffusées dans le cadre de l’émission La semaine verte à Radio-Canada. Ces capsules sont par la suite distribuées en cassettes VHS.
De 1996 à 2003 il anime des émissions d’horticulture présentées à la station Télé-Mag de Québec.[réf. souhaitée]

## Implication dans le monde horticole
De 1987 à 1991 puis de 1995 à 2004, il est administrateur de la FIHOQ, la Fédération interdisciplinaire d’horticulture ornementale du Québec. Il en est d’ailleurs le président de 1997 à 1999,.
Il participe à l’organisation des floralies internationales de Québec de 1997 à titre de porte-parole et de secrétaire-trésorier. Il s'implique aussi lors de la deuxième édition des floralies internationales de Québec, qui ont lieu en 2002, comme membre du conseil d’administration.

## Récompenses

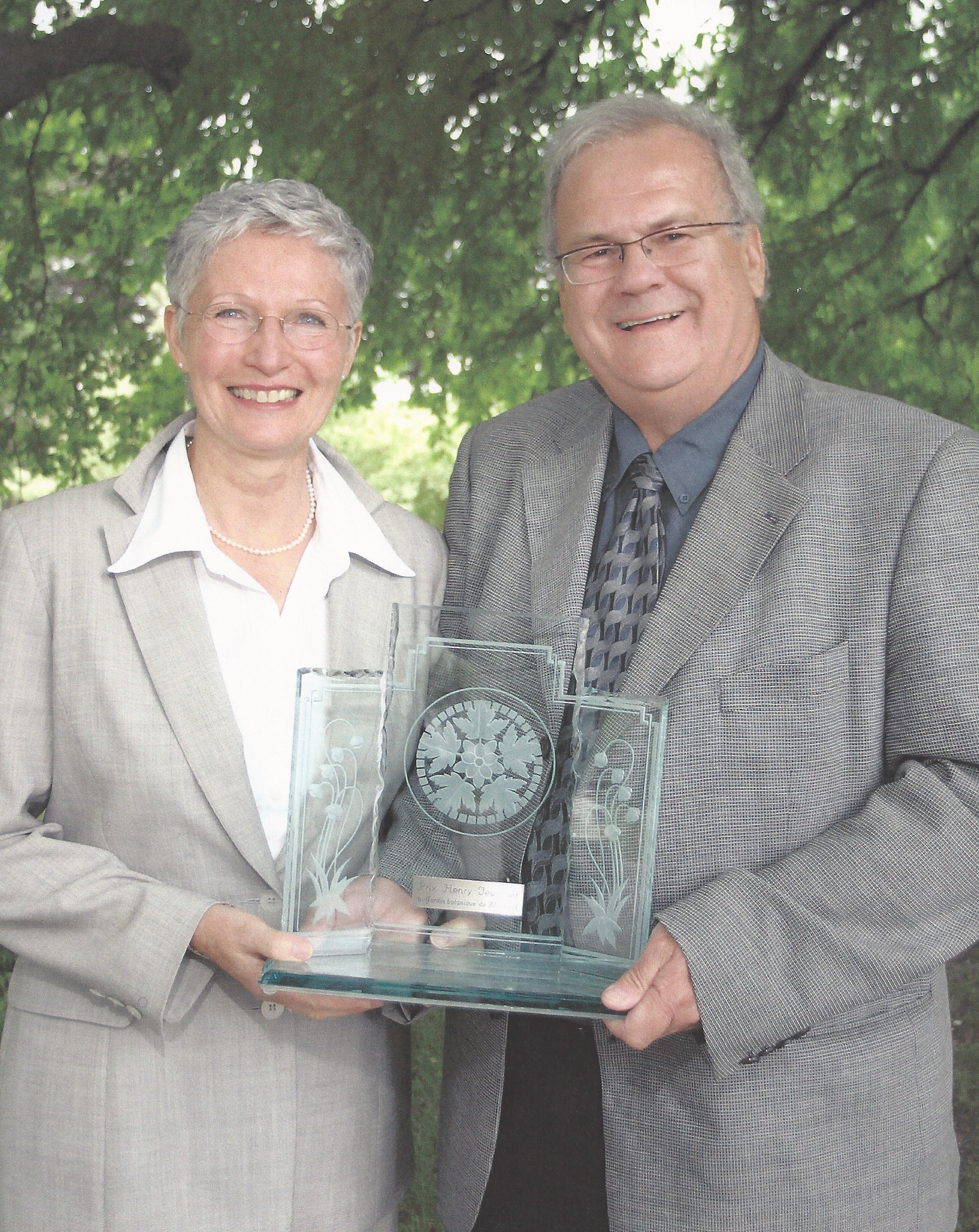
Gaëtan Hamel, recevant le prix Henry-Teuscher en 2004, en compagnie de son épouse, Mariette Amyot

Gaëtan Hamel a été proclamé récipiendaire du Mérite Ludger-Dufour en 1987. Ce prix souligne les réalisations professionnelles exceptionnelles d’un diplômé de l'Institut de Technologie Agroalimentaire.
Il a aussi été le récipiendaire du Prix Croissance de la FIHOQ en 1997. Ce prix est remis à un membre de l’industrie horticole québécoise qui s’est particulièrement distingué dans le domaine de l’horticulture au cours des années précédentes,.
Il reçoit également en 1997 le prix Gérard-Marchand de la Société d'horticulture de Québec pour l'impact de ses réalisations dans l'épanouissement de l'horticulture ornementale. Ce prix est la plus haute distinction décernée annuellement par la Société d'horticulture de Québec.
En 2004, il reçoit le prix Henry-Teuscher du Jardin Botanique de Montréal. Ce prix est une distinction annuelle qui souligne la contribution exceptionnelle de son récipiendaire à l’avancement de l'horticulture au Québec,.
En 2014, il est intronisé au Temple de la renommée de l’agriculture du Québec,. Ce prix lui a été remis pour sa « carrière exceptionnelle couronnée de succès, mais surtout de services rendus envers la communauté agricole ».
En 2017, il reçoit la Médaille de reconnaissance de l’Assemblée nationale du Québec pour souligner sa contribution dans le développement accéléré de l’horticulture ornementale au Québec à partir des années 1960,,.